# Brandsville
Brandsville – miasto w Stanach Zjednoczonych, w stanie Missouri, w hrabstwie Howell.